# Президентские выборы в США (1932)
Президентские выборы 1932 года проходили 8 ноября после обвала биржи в «1929 году и начала Великой депрессии», повергшую экономику США в глубочайший кризис. Вместе с экономикой резко упала и популярность президента Герберта Гувера, так как он не смог предотвратить обвал экономики и отменить сухой закон. Демократ Франклин Делано Рузвельт увидел в этом возможность для своей платформы на предстоящих выборах, обещая реформистскую политику, известную как «Новый курс». Он одержал ярчайшую победу на выборах, которая ознаменовала начало эры доминирования Демократической партии в политике США. В седьмой раз действующий президент США потерпел поражение на президентских выборах.

## Выборы
«Основное внимание было сосредоточено на проблемах, связанных с экономическим кризисом и его последствиями».

### Демократическая партия
Главным кандидатом в президенты от Демократической партии в 1932 году был губернатор Нью-Йорка Франклин Д. Рузвельт. За ним следовали спикер Палаты представителей Джона Гарнер и бывший губернатор Нью-Йорка Эл Смит. До того, как Демократическая национальная конвенция 1932 года собралось в Чикаго между 27 июня и 2 июля, Рузвельт, как полагали, имел больше голосов делегатов, чем все его противники вместе взятые. Однако из-за правила выдвижения «двух третей», которое тогда использовали демократы, его оппоненты надеялись, что он не сможет получить большинство в две трети, необходимое для победы, и что они смогут получить голоса на более поздних бюллетенях или объединиться за «тёмной лошадкой»:3–4.
На первых трёх голосованиях Рузвельт имел большинство голосов делегатов, но ему всё ещё не хватало большинства в две трети голосов. Перед четвёртым голосованием его менеджеры Джеймс Фарли и Луи МакГенри Хоу заключили сделку с Джоном Гарнером: Гарнер выпадет из гонки и поддержит Рузвельта, а взамен Рузвельт согласится назвать Гарнера своим кандидатом в вице-президенты. С этим соглашением Рузвельт выиграл большинство в две трети, а вместе с ним и президентскую кандидатуру. Рузвельт лично прилетел на национальную демократическую конвенцию, чтобы принять своё выдвижение как партийного кандидата в президенты. В своей исторической речи на конвенции он сказал: «Я клянусь вам, я клянусь себе в новом курсе для американского народа».

### Республиканская партия
Когда начался 1932 год, Республиканская партия считала, что протекционизм Гувера и агрессивная фискальная политика помогут решить проблему депрессии. Независимо от того, были ли они успешными или нет, президент Герберт Гувер контролировал партию и не испытывал особых затруднений при повторном выдвижении. Малоизвестный бывший сенатор Джозеф И. Фрэнс пускался в бой с Гувером в праймериз, но Гувер часто оказывался единственным кандидатом. Победы Фрэнса были сдержаны его поражением Гуверу в его родном штате Мэриленд и тем фактом, что на праймериз было выбрано мало делегатов национальной конвенции.
Менеджеры Гувера на Республиканской национальной конвенции, который проходил в Чикаго между 14 и 16 июня, поддерживали строгую дисциплину, не позволяя выражать беспокойство по поводу направления нации. Он был выдвинут в первом туре голосования с 98 % голосов делегатов. Как сельские республиканцы, так и сторонники твёрдых денег (последние надеялись выдвинуть кандидатуру бывшего президента Калвина Кулиджа) не согласились с мнением управляющих и проголосовали против переизбрания вице-президента Чарлза Кёртиса, который набрал всего 55 % голосов делегатов.

### Кампания
Во время предвыборных выступлений Рузвельта его повсюду встречали огромные толпы, приветствовавшие претендента. Песня его предвыборной кампании «Вновь наступают счастливые дни» стала одной из популярнейших в истории Соединённых Штатов.
Он также использовал лозунг «Незаменимых у нас нет».
Демократы были объединены, как не было в 1928 году, и, вероятно, это была самая объединённая партия во всей Четвёртой партийной системе. Протестантское происхождение Рузвельта сводило на нет антикатолические атаки, с которыми Смит столкнулся в 1928 году, и Депрессия вызвала большую обеспокоенность среди американской общественности, чем предыдущие культурные баталии. Сухой закон был любимой целью демократов, и лишь немногие республиканцы пытались защитить его, учитывая растущее требование прекратить сухой закон и вернуть пиво, спиртные напитки и соответствующие налоговые поступления.
Гувер усугублял ситуацию тем, что многие американцы обвиняли его в Великой депрессии. На протяжении более двух лет президент Гувер ограничивал торговлю и увеличивал налоги на богатых с помощью таких законов, как Закон о тарифах Смута-Хоули и Закон о доходах 1932 года. Будучи губернатором Нью-Йорка, Рузвельт приобрёл репутацию за счёт содействия правительственной помощи для обедневших, предоставляя желанный контраст многим, кто считал Гувера бездействующим президентом. Рузвельт также напал на Гувера за то, что его администрация была «администрацией, тратящей больше всего в мирное время за всю нашу историю». Возмущение, вызванное гибелью ветеранов в результате инцидента с Бонусной Армией летом 1932 года, в сочетании с катастрофическими экономическими последствиями внутренней политики Гувера сократило его шансы на второй срок с небольшого до нулевого. Его попытки провести кампанию на публике были катастрофой, так как часто бросали предметы в него или его автомобиль, когда он ехал по улицам города. Во время кампании Рузвельт участвовал во многих программах, которые позже станут частью Нового курса во время его президентства. Было сказано, что «даже смутно талантливый собачник мог быть избран президентом против республиканцев»". Гувер даже получил письмо от человека из Иллинойса, в котором говорилось: "Голосуйте за Рузвельта и сделайте это неодногласным.
Гувер назвал Рузвельта «хамелеоном в клетке», а Рузвельт назвал президента Гувером «толстым робким каплуном». В последние дни кампании Гувер раскритиковал «глупость … тирады … блестящие обобщения … невежество» и «клевету» Рузвельта
.
Выборы состоялись 8 ноября 1932 года; однако Мэн провёл отдельные выборы в сентябре.

### Опросы
Согласно опросу, проведённому журналом «Literary Digest» среди своих подписчиков (было разослано 20 млн карточек), предполагалось, что губернатор Франклин Рузвельт наберёт 55,99 % голосов избирателей и заручится поддержкой 474 выборщиков.

### Результаты
Это были первые выборы с 1916 года (через 16 лет), на которых победил кандидат от Демократической партии.
Хотя «другое» голосование (общее количество голосов за кандидатов, не являющихся кандидатами двух основных партий) в 1932 году было в три раза больше, чем в 1928 году, оно было значительно меньше, чем было зарегистрировано в 1920 году; время наибольшего «другого» голосования, за исключением необычных условий, существовавших в 1912 и 1924 годах.
Рузвельт, кандидат от Демократической партии, получил поддержку 22 817 883 избирателей (57,41 %), это самый большой голос, когда-либо отданный за кандидата в Президенты, и на 1 425 000 больше, чем тот, который был отдан Гуверу четырьмя годами ранее. Гувер выиграл больший процент голосов в 1928 году, как и Гардинг в 1920 году. Но общенациональный скачок в 35,17 % поразил всех, кто рассматривал распределение голосов, и указал, что более одной шестой части голосов электорат перешёл от поддержки Республиканской партии к Демократической партии. Только один раз за этот период произошёл сопоставимый сдвиг; в 1920 году было 29,29 % к республиканцам. Колебания от Смита в 1928 году до Рузвельта в этом году остаются величайшим национальным колебанием электората между президентскими выборами в истории Соединённых Штатов.
Выборы 1932 года стали во многом переломным событием, определившим дальнейший ход американской истории. Дело в том, что после победы Абрахама Линкольна на выборах 1860 года республиканцы вплоть до 1932 года в основном постоянно контролировали американскую политику, что 1932 год резко изменил в пользу демократов. Демократическая партия не только выиграла президентские выборы, но и получила большинство в Палате представителей и стала контролировать Сенат.
Рузвельт выиграл в 2722 округах, что стало рекордом. Из них 282 никогда ранее не были демократическими. Только 374 остались верными республиканцам. Половина голосов избирателей страны была подана только в восьми штатах (Нью-Йорк, Нью-Джерси, Пенсильвания, Огайо, Иллинойс, Индиана, Мичиган и Висконсин), а в этих штатах Гувер набрал 8 592 163 голоса. Однако относительная привлекательность двух кандидатов в 1932 году и снижение привлекательности Гувера по сравнению с 1928 годом проявляются в том факте, что в 1932 году число республиканцев увеличилось только в 87 округах, в то время как число демократов увеличилось в 3 003 округах.
Огромное количество голосов, отданных за Гувера, и тот факт, что только в одной части страны (Запад-Юг в центре) он набрал менее 500 000 голосов, а в трёх штатах за пределами Юга — менее 50 000 голосов, стало ясно, что нация оставался двухпартийным электоратом, и что везде, несмотря на триумф демократов, было партийное членство, посвящённое ни новой администрации, ни предложениям социалистического кандидата Нормана Томаса, который набрал 75 % «других» голосов (а также как самая высокая общая сумма голосов его кампаний).
Эти выборы знаменуют собой последний раз, когда кандидат в президенты от республиканцев получил большинство голосов афроамериканцев. С вступлением в силу политики Нового курса решительная поддержка чернокожих избирателей для этих программ начала переход от их традиционной поддержки республиканцев к предоставлению солидного большинства для демократов.
Рузвельт победил во всех регионах страны, кроме северо-востока, и взял много надёжных республиканских штатов, которые не были выиграны демократами со времени их победы на выборах 1912 года, когда разделились голоса республиканцев. Мичиган проголосовал за демократов впервые с момента создания Республиканской партии. Миннесота была выиграна демократом впервые в своей истории, оставив Вермонт единственным оставшимся штатом, который никогда не был выигран кандидатом от демократов (и не будет до 1964 года). В отличие от твёрдой поддержки со стороны штатов республиканцев до этих выборов, Миннесота продолжала поддерживать демократов на всех президентских выборах, за исключением 1952, 1956 и 1972 годов.
Победа Рузвельта с 472 голосами на выборах сохранялась до победы 1964 года Линдона Б. Джонсона, который выиграл 486 голосов на выборах в 1964 году, как рекорд когда-либо выигранного впервые кандидатом на президентских выборах. Рузвельт также улучшил национальный рекорд по 444 голосам на выборах, установленным Гувером только четырьмя годами ранее.
Это были последние выборы, на которых Коннектикут, Делавэр, Нью-Гемпшир и Пенсильвания голосовали за республиканцев до 1948 года.
| Кандидат              | Партия                           | Избиратели | Избиратели | Выборщики |
| Кандидат              | Партия                           | Количество | %          | Выборщики |
| --------------------- | -------------------------------- | ---------- | ---------- | --------- |
| Франклин Рузвельт     | Демократическая партия           | 22 821 277 | 57,4 %     | 472       |
| Герберт Гувер         | Республиканская партия           | 15 761 254 | 39,7 %     | 59        |
| Норман Томас          | Социалистическая партия          | 884 885    | 2,2 %      | 0         |
| Уильям Зебулон Фостер | Коммунистическая партия          | 103 307    | 0,3 %      | 0         |
| Уильям Апшоу          | Партия запрета                   | 81 905     | 0,2 %      | 0         |
| Уильям Х. Гарви       | Партия свободы                   | 53 425     | 0,1 %      | 0         |
| Верне Рейнольдс       | Социалистическая трудовая партия | 33 276     | 0,1 %      | 0         |
| другие                | -                                | 12 569     | 0,1 %      | 0         |
| Всего                 | Всего                            | 39 751 898 | 100 %      | 531       |